# Мешерин
Мешерин (њем. Mescherin) општина је у њемачкој савезној држави Бранденбург. Једно је од 34 општинска средишта округа Укермарк. Према процјени из 2010. у општини је живјело 777 становника. Посједује регионалну шифру (AGS) 12073393.

## Географски и демографски подаци
Мешерин се налази у савезној држави Бранденбург у округу Укермарк. Општина се налази на надморској висини од 4 метра. Површина општине износи 31,0 km². У самом мјесту је, према процјени из 2010. године, живјело 777 становника. Просјечна густина становништва износи 25 становника/km².

## Међународна сарадња
| Мјесто  | Држава | Врста сарадње | Од    |
| ------- | ------ | ------------- | ----- |
| Грифино | Пољска | партнерство   | 1991. |
| Извор   |        |               |       |